# Polemología
Polemología (del griego πολεμος [polemos] "guerra", "conflicto"- y λογος [logos]-"estudio") es un neologismo acuñado por el sociólogo francés Gaston Bouthoul. Se define como el estudio objetivo y científico de las guerras como fenómeno social susceptible de observación, encaminado a prevenir y resolver los conflictos internacionales que las pueden desencadenar. 
Como disciplina académica, fue fundada tras la Segunda Guerra Mundial. Estudia los factores llamados "polemógenos", como por ejemplo las eventuales correlaciones entre las explosiones de violencia y fenómenos recurrentes económicos, culturales, psicológicos y sobre todo demográficos.
Gaston Bouthoul nació en Monastir, Túnez, en 1896, se doctoró en Derecho y Filosofía, fue profesor de la escuela de Altos Estudios Sociales, Vicepresidente del Instituto Internacional de Sociología y fundador en 1954 del Instituto Francés de Polemología. Este se dedica a investigaciones científicas sobre la guerra y la paz, y publica una revista, «Guerres et Paix», editada por P. U. F. Bouthoul murió en París en 1980. 
Tradicionalmente, se considera una área de la ciencia política, aunque también se ha argumentado que es un área de la sociología, pues no solo estudia el problema del poder relacionado con las guerras, sino el todo social, la sociedad en su conjunto y en sus diversas dimensiones.
Considerando a la guerra como un hecho constantemente repetido y tan antiguo como el hombre, una especie de «epidemia social», el «mayor mal» que, en crítica dura del humanista Luis Vives, nos asemeja a las bestias (bellum de belluis, dice), es el más espectacular y trágico de los fenómenos sociales que marca históricamente los límites de los grandes acontecimientos: por la guerra han perecido casi todas las civilizaciones conocidas, y por la guerra han aparecido casi todas las civilizaciones nuevas.
Desde su implementación y hasta la actualidad esta ciencia ha ido en constante crecimiento, ya que el método de estudio se ha ido perfeccionando. Con esto se puede considerar que dicha ciencia puede ayudar en un futuro a evitar conflictos similares como aquellos que dejaron huella en la historia, por medio de la búsqueda de soluciones pacíficas a los problemas de la sociedad.